# Джонас Пул
Джонас Пул (на английски: Jonas Poole) е английски китоловец, арктически изследовател, създател на английския търговски китолов през 1610 г.

## Биография
В периода 1604 – 1609, като служител на английската „Московска компания“, ежегодно плава на различни китоловни кораби в района на Мечи остров (74°31′ с. ш. 19°01′ и. д. / 74.516667° с. ш. 19.016667° и. д.). През 1607 командва един от корабите в експедицията на Кристофър Нюпорт, който основава първото английско селище в Северна Америка Джеймстаун и участва в изследването на река Джеймс.
През 1609 на кораба „Лъвица“ (Lioness) е изпратен от компанията на север от Мечи остров, в района на архипелага Шпицберген, за да търси леговища на моржове, като по пътя бегло описва крайбрежието на остров Западен Щпицберген, а през 1610 близо три месеца плава и изследва западния бряг на острова. На 77º с.ш. открива залива Хорнсун, по-на север – залива Белсун (77º 45` с.ш.) и фиорда Ван Мейен (77º 45` с.ш., дължина 50 км). На 78º 20` с.ш. открива Ис фиорд (дължина 92,5 км), но него изследва до края му. Около 1662 се изяснява, че в източната си част залива се разделя на два клона – Биле фиорд и Сасен фиорд, а северната част на Ис фиорд, Нур фиорд е открит около 1633 от холандски китоловци.
След като излиза от залива Ис фиорд, отново завива на север и открива входа на протока Форлансунет, който отделя дългия почти 100 км остров Земя Принц Карл (78°40′ с. ш. 11°00′ и. д. / 78.666667° с. ш. 11° и. д.) от остров Западен Шпицберген. На 79°12′ с. ш. 11°45′ и. д. / 79.2° с. ш. 11.75° и. д. открива Крос фиорд, където на един от носовете му сварява добитата китова мас и продължава на север до 79° 50' с.ш.
През 1611 компанията, решава да изпрати два кораба в района на Шпицберген, след като Пул се завръща с новината за големи стада китове и моржове. Единият от корабите се командва от Пул, а другия от Стивън Бенет. Двата кораба претърпяват корабокрушение, но хората се спасяват с лодки и успяват да се доберат до Мечи остров, където са прибрани от други китоловци.
През 1612 извършва ново плаване в тези райони като щурман на кораба на Томас Едж. В края на пътуването, някъде между Ратклиф и Лондон, Пул умира (или е убит).

## Памет
Неговото име носи нос Пул (78°12′ с. ш. 12°09′ и. д. / 78.2° с. ш. 12.15° и. д.), най-южната точка на остров Земя Принц Карл в архипелага Шпицберген.